# Rząd Mołdawii
Rada Ministrów (zwyczajowo rząd) – w Mołdawii, na mocy Konstytucji Republiki Mołdawii kolegialny organ naczelny władzy państwowej działający pod przewodnictwem Premiera, odpowiadający politycznie przed Parlamentem oraz sprawujący wraz z Prezydentem władzę wykonawczą w państwie. Jego rolą jest zapewnienie realizacji polityki wewnętrznej i zewnętrznej państwa i sprawowanie ogólnego kierownictwa nad administracją publiczną. Osoba desygnowana przez Prezydenta Mołdawii na Prezesa Rady Ministrów formuje swój gabinet, uzyskuje dla niego wotum zaufania Parlamentu, reprezentuje go na zewnątrz oraz przewodniczy mu, a kadencja gabinetu z reguły jest tożsama z kadencją jego Prezesa. Od 13 lutego 2023 funkcję Premiera Mołdawii pełni Dorin Recean.

## Skład rządu
Na podstawie:
| Zdjęcie | Imię i nazwisko          | Funkcja                                                         |
| ------- | ------------------------ | --------------------------------------------------------------- |
|         | Dorin Recean             | Premier                                                         |
|         | Dumitru Alaiba           | Wicepremier, Minister Rozwoju Ekonomicznego i Cyfryzacji        |
|         | Nicu Popescu             | Minister Spraw Zagranicznych i Integracji Europejskiej Mołdawii |
|         | Oleg Serebrian           | Wicepremier ds. reintegracji Mołdawii                           |
|         | Vladimir Bolea           | Minister Rolnictwa i Przemysłu Spożywczego                      |
|         | Petru Rotaru             | Minister Finansów                                               |
|         | Veronica Mihailov-Moraru | Minister Sprawiedliwości                                        |
|         | Victor Parlicov          | Minister Energii                                                |
|         | Rodica Iordanov          | Minister Środowiska                                             |
|         | Ala Nemerenco            | Minister Zdrowia                                                |
|         | Anatolie Nosatîi         | Minister Obrony                                                 |
|         | Adrian Efros             | Minister Spraw Wewnętrznych                                     |
|         | Dan Perciun              | Minister Edukacji i Badań                                       |
|         | Sergiu Prodan            | Minister Kultury                                                |
|         | Alexei Buzu              | Minister Pracy i Ochrony Społecznej                             |
|         | Andrei Spînu             | Minister Infrastruktury i Rozwoju Regionalnego                  |